# Ghent Gators
De Ghent Gators is een Belgisch American footballteam met thuisbasis Gent. Het team werd in 1999 opgericht. Zij behoren met nog zes andere Vlaamse teams tot de Flemish American Football League-conferentie in de Belgian Football League (BFL).

## Geschiedenis
De Ghent Gators werden opgericht in 1999. In het 2000 seizoen werden de Gators van de competitie uitgesloten. In 2002 speelden de Gators een volledige seizoen maar eindigden op de laatste plaats. In het seizoen 2004 behaalden zij hun eerste punt met een gelijkspel tegen de Flemalle Flames. De eerste winst vierden de Gators op 17 februari 2008 tegen de Leuven Lions. Zij eindigden het seizoen op plaats 4, hun beste resultaat tot het seizoen 2014.
Op 18 mei 2014 slaagden de Gators er voor het eerst in zich te plaatsen voor de play-offs. Op 1 juni 2014 wonnen zij bovendien hun eerste trofee door als eerste te eindigen in hun divisie, de Flemish American Football League. Op 29 juni 2014 wonnen ze meteen ook hun eerste nationale titel door in Belgian Bowl XXVII met 38–0 te winnen van de Brussels Tigers.
In 2023 speelden de Gators in de 2022 opgerichte BNL Football League voor maar een seizoen. Daarna keerden ze terug naar de BFL.

## Prestaties
- Belgisch kampioen: 2014
- Vlaams kampioen: 2014